# Paul Dubufe
Pour les articles homonymes, voir Dubufe.
Paul Dubufe, est un peintre et architecte français, né le 27 février 1842 à Paris, et mort le 1er février 1898 à La Lucerne-d'Outremer (Manche).

## Architecture
Paul Dubufe est l'architecte de la reconstruction des édifices suivants :
- La Cour des comptes à Paris ;
- Casino de Jullouville (Manche) ;
- École de Folligny (Manche) ;
- École de Saint-Léger (Manche) ;
- Des ailes du logis abbatiale de l'abbaye de La Lucerne (Manche) ;

Il a construit à Cannes sa propre villa ainsi que celle de la duchesse de Sagan.